# Лиферинкс, Йос

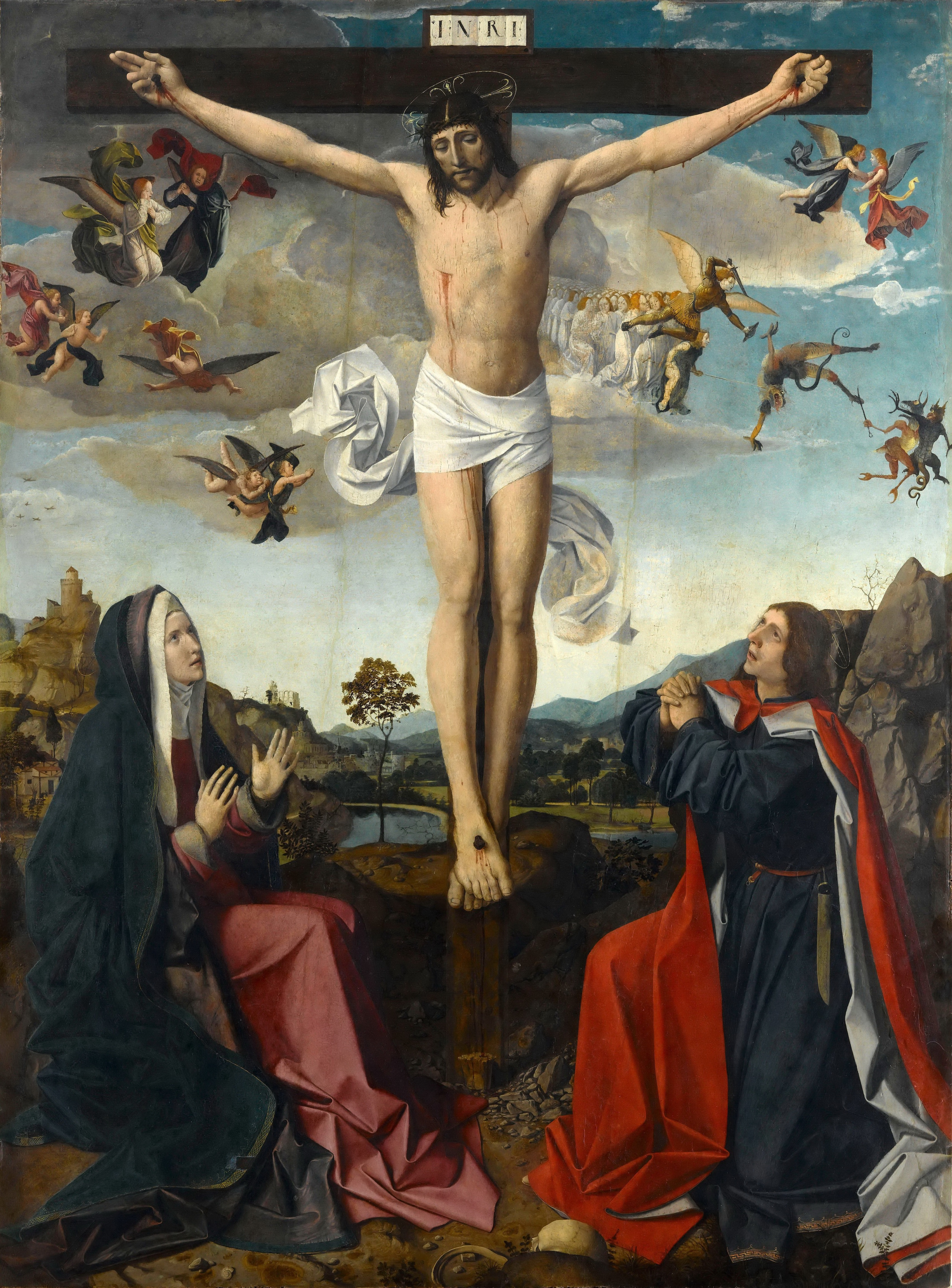
Лиферинкс. Голгофа. ок. 1500-1505, Париж, Лувр.

Жосс или Йос Лиферинкс (Josse Lieferinxe, известен по документам с 1493 по 1508 год) – французский художник авиньонской школы.

## Биография
Лиферинкс, выходец из городка Эйно в округе Камбре, был последним крупным мастером авиньонской школы живописи. До того момента, как исследователь его творчества Чарльз Стерлинг аргументированно объединил несколько разных произведений под именем Лиферинкс, семь картин из жизни св. Себастьяна, хранящиеся в разных музеях мира, числились за так называемым Мастером св. Себастьяна. Исследователь смог доказать, что Мастер св. Себастьяна и Йос Лиферинкс – это один и тот же художник. 

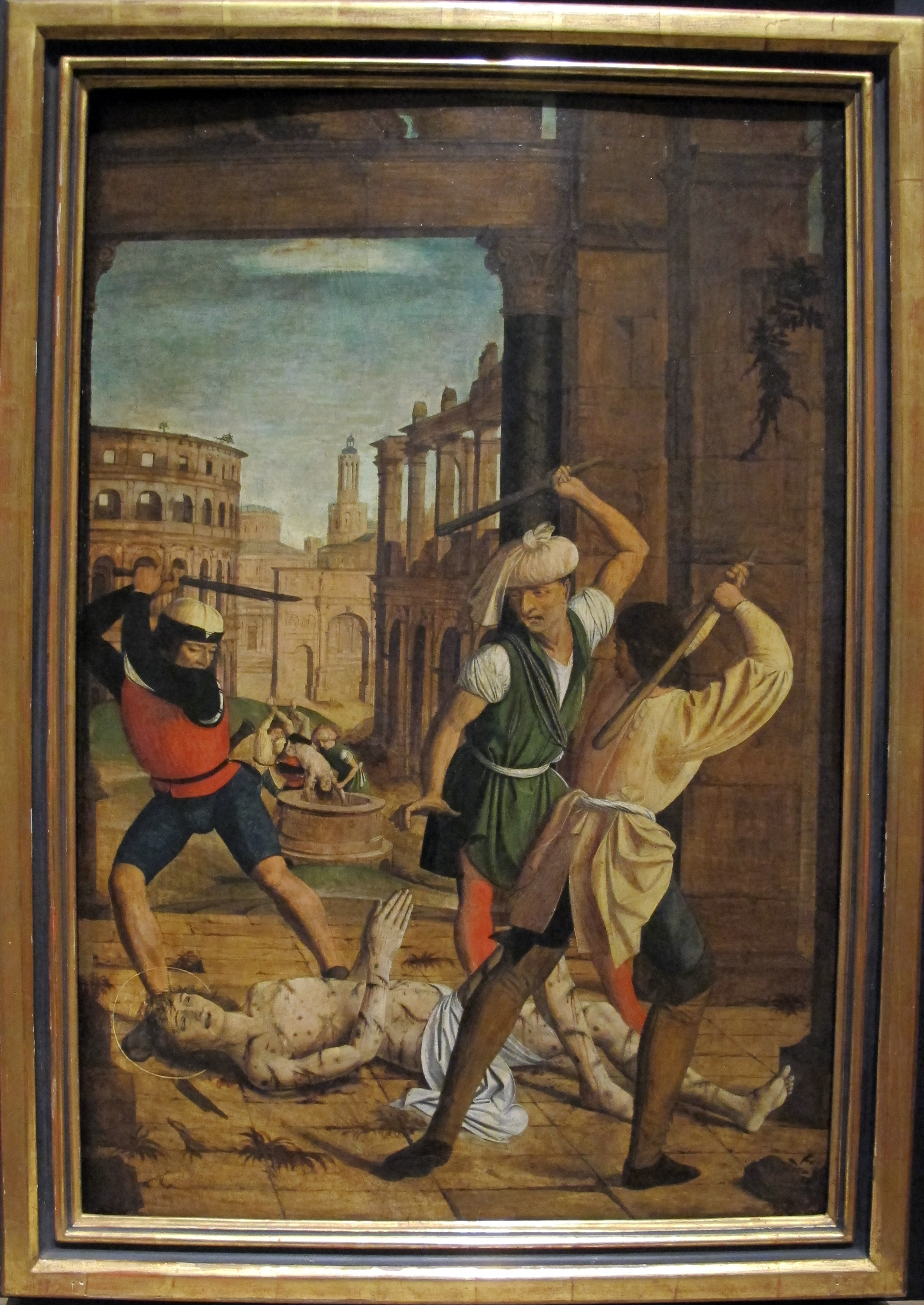
Лиферинкс. Мученичество св. Себастьяна. 1498г. Филадельфия, Музей искусства.

О его жизни сохранилось совсем немного данных. Согласно документам он с 1493 года до самой смерти, случившейся между 1505 и 1508 годами, постоянно жил в Марселе, но иногда выезжал в Экс-ан-Прованс. Известно также, что он был женат на дочери Жана Шанжене, самого крупного художника авиньонской школы в то время. В 1497 году братство св. Себастьяна в Нотр-Дам-дез-Аккуль в Марселе заказало Йосу Лиферинксу и схожему по стилю живописцу – Бернардино Симонди из Пьемонта,  алтарь со сценами из жизни св. Себастьяна. Алтарь был исполнен в 1498 году практически одним Лиферинксом, поскольку Симонди вскоре после получения заказа скончался. В начале XX века этот алтарь был распродан по частям, и сегодня 4 панно от него хранятся в Филадельфии, Музей искусства, и по одному в Балтиморе, Художественная галерея Уолтерса, в Риме, Национальная галерея Палаццо Барберини, и в Государственном Эрмитаже, Санкт-Петербург. Это единственное произведение, в отношении которого сохранились документы. Все остальные работы приписываются Лиферинксу  на основе стилистического анализа: большая «Голгофа» (Париж, Лувр); фрагмент пределлы с изображением «Пьеты» (Антверпен, королевский музей изящных искусств); четыре алтарных створки, посвященные жизни Марии – «Обручение Марии» (Брюссель, Королевский музей изящных искусств), «Благовещение» и «Обрезание Христа» со святыми Михаилом и Екатериной Александрийской (Авиньон, музей Кальве) и «Рождество» (Париж, Лувр). Кроме этого ему приписывается небольшая картина «Авраам с тремя ангелами» (Денвер, Музей искусства). Все эти не подтвержденные документально произведения датируются  концом краткой творческой карьеры художника, то есть около 1500-1505 гг.

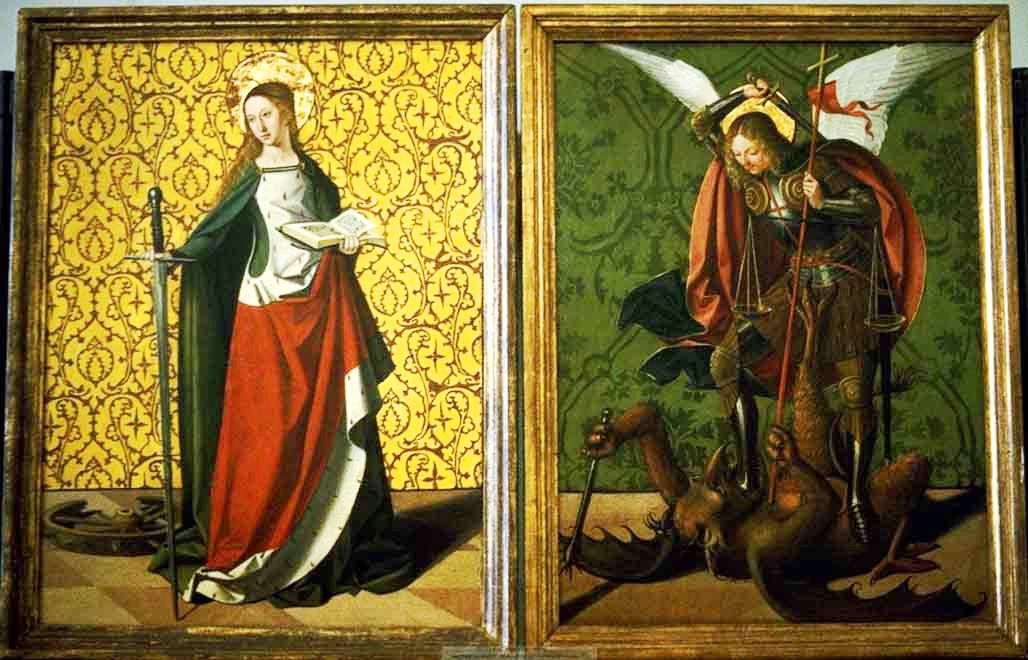
Лиферинкс. Св. Екатерина и св. Михаил. ок. 1500-05. Авиньон, Музей Кальве.

По своему происхождению Лиферинкс принадлежал к нидерландской культуре, которая оказала влияние на иконографию его картин, трактовку пейзажа и технику живописи. Воздействие пьемонтской живописи, очень сильное в Провансе в конце XV века, проявилось в его творчестве, судя по всему, благодаря сотрудничеству с Бернардино Симонди. Но Лиферинкс был в первую очередь прованским художником, который спустя полвека возродил великую традицию своего предшественника Ангеррана Картона – чистый свет подчеркивает простые объемы, в монументальных композициях сочетаются благородство фигур и сдержанная патетика.
О Лиферинксе, как о живом, последний раз в документах написано в 1505 году; документ от 1508 года сообщает о нём как об умершем.